# White Fathers' House
La White Fathers' House (in inglese: "casa dei Padri Bianchi") o Atiman House ("casa di Atiman") è uno degli edifici più antichi di Dar es Salaam, in Tanzania; si trova in Sokoine Street, a nordest della cattedrale di St. Joseph, fra un edificio ministeriale e la Forodhani Secondary School. Prende il nome dai Missionari d'Africa, detti anche "Padri Bianchi", che la usano come sede della propria missione; il nome "casa di Atiman" si riferisce invece ad Adrian Atiman, un dottore che fu liberato dalla schiavitù in Nigeria dai Padri Bianchi e che in seguito prestò la propria opera in Tanzania fino alla morte, avvenuta circa nel 1924.
Si ritiene che l'edificio sia stato edificato negli anni 1860 (secondo alcune fonti nel 1866), originariamente per ospitare l'harem del sultano Majid. Nel 1922 l'edificio fu venduto ai Missionari d'Africa, che ne fecero la loro principale sede in Africa Orientale. All'interno dell'edificio, aperto alle visite turistiche, si trovano tra l'altro due antiche fotografie che mostrano il lungomare di Dar durante la dominazione coloniale tedesca.